# Leo Weisgerber
Pour les articles homonymes, voir Weisgerber.
(Johannes) Leo Weisgerber (25 février 1899 à Metz - 8 août 1985 à Bonn) est un linguiste allemand, spécialisé dans les langues celtiques.

## Biographie
Johannes Leo Weisgerber naît le 25 février 1899, à Metz, une ville de garnison animée du Reichsland Elsaß-Lothringen (Alsace-Lorraine). Avec sa ceinture fortifiée, Metz est alors la première place forte du Reich allemand. Comme professeur, Leo Weisgerber enseigne d'abord à l'université de Rostock en 1927, puis à l'université de Marbourg en 1938, et enfin à l'université de Bonn, en 1942.
Comme il n'était pas  membre du Parti nazi, Leo Weisgerber est assez rapidement mobilisé pendant la Seconde Guerre mondiale, et nommé Sonderführer c'est-à-dire officier spécialiste, affecté à la Propaganda Staffel. À ce titre, il dirigea en particulier la station Radio Rennes Bretagne, qui diffusa avec Roparz Hémon les premières émissions culturelles radiophoniques en langue bretonne. Leo Weisgerber poursuivra parallèlement ses activités universitaires.
Après la guerre, Leo Weisgerber poursuivra sans problème particulier son enseignement et ses recherches, qui lui vaudront de nombreuses récompenses, dont le titre de docteur honoris causa de l'Université de Louvain et la croix de l'ordre du Mérite de la République fédérale d'Allemagne.
De 1973 à 1981, il appartient au comité de patronage de Nouvelle École.

## Son œuvre
À partir de l'étude des traductions et des difficultés rencontrées dans ce travail, il contribue notamment à la théorie du sprachliche Zwischenwelt, selon laquelle le langage structure notre appréhension de la réalité. Chaque communauté linguistique a sa propre perception du monde, différente de celle des autres groupes :
- Il y a des termes ou expressions qui sont spécifiques à chaque communauté linguistique.
- Certains concepts peuvent être communs à deux (ou plus) communautés linguistiques et avoir cependant une connotation différente pour chacune d'elles.
- Chaque communauté linguistique structure la réalité de façon différente, selon ses propres codes linguistiques.

## Production littéraire
- Muttersprache und Geistesbildung, 1941
- Die Stellung der Sprache im Aufbau der Gesamtkultur, 2 vols., 1933-1944
- Die volkhaften Kräfte der Muttersprache, 1939
- Die Entdeckung der Muttersprache im europäischen Denken, 1948
- Von den Kräften der deutschen Sprache, 4 vols., 1949-1950

## Sources
- Blanchard, Nelly: Un agent du Reich à la rencontre des militants bretons: Leo Weisgerber. Brest, 2003.
- Roth, Jürgen: Methodologie und Ideologie des Konzepts der Sprachgemeinschaft. Fachgeschichtliche und systematische Aspekte einer soziologischen Theorie der Sprache bei Leo Weisgerber. Diss. Frankfurt am Main, 2004. (pdf-Dokument)